# Franco Margola
Franco Margola (Orzinuovi, 30 ottobre 1908 – Nave, 9 marzo 1992) è stato un compositore italiano.

## Biografia
Fin dall'infanzia manifestò inclinazioni musicali e fu presto iscritto al conservatorio di Brescia, dove compì studi di violino con Romano Romanini. Seguì corsi di pianoforte complementare, armonia e contrappunto con Isidoro Capitanio. Al conservatorio di Parma conseguì invece nel 1933 il diploma di composizione sotto la guida di Achille Longo.
Ancora studente, conobbe Alfredo Casella, cui presentò una composizione per canto e pianoforte, la Preghiera di un Clefta; il maestro torinese fu positivamente impressionato dalla musica del giovane e lo incoraggiò a mostrargli altri lavori. Margola compose allora un Trio in La, che Casella apprezzò a tal punto da inserirlo nel repertorio del proprio trio (composto da lui, Bonucci e Poltronieri) eseguendolo un po' ovunque, in Italia e all'estero.
Inizialmente suggestionato dallo stile di Ildebrando Pizzetti, Margola mostrò di aver assimilato anche la lezione caselliana, soprattutto nel suo Quartetto per archi n.3, del 1937, opera che gli valse il Premio Scaligero di Verona. Dal 1936 al 1939 insegnò storia della musica a Brescia. Creò anche un'orchestra d'archi composta da elementi locali, che si avvalse della collaborazione di Arturo Benedetti Michelangeli, allora esordiente e al quale dedicò un Concerto per pianoforte, che è tra le sue opere migliori. 
Durante i duri anni di guerra la vena del compositore fu feconda: compose due opere, Il Mito di Caino e Il Titone, che andò perduta a causa del siluramento di una nave che trasportava i suoi bagagli. Nel 1944 fu rastrellato a Brescia dai tedeschi e deportato a Mühldorf. Terminato il conflitto, riprese la sua attività che gli procurò ancora successi, come nel caso del Trio per archi del 1947. Nel 1960 divenne direttore del conservatorio di Cagliari ed insegnò dal 1963 al 1975 al conservatorio di Parma.
Tra i suoi allievi ebbe, tra gli altri, Niccolò Castiglioni e Camillo Togni. Fu instancabile didatta, conferenziere e uomo di vasta cultura, interessato alla storia delle religioni, alla letteratura classica, alla filosofia. Pur rimanendo fondamentalmente fedele alla tradizione, non fu alieno a una prudente apertura
verso tecniche più avanzate. A partire dal 2009, ogni anno l'Associazione Orchestra da Camera di Brescia organizza un Festival Franco Margola dedicato alle opere di questo autore e di altri grandi musicisti suoi contemporanei.
Il catalogo delle opere di Margola è stato redatto da Ottavio de Carli: pubblicato a Brescia nel 1993, questo volume descrive 814 opere.

## Principali composizioni

### Opere sinfoniche
- 2 sinfonie
- 4 concerti per pianoforte e orchestra più il celebre Kinderkonzert, eseguito più volte da Arturo Benedetti Michelangeli dal 1955 al Teatro La Fenice di Venezia
- Il Campiello delle streghe (1930)
- Concerto breve per chitarra e piccola orchestra d'archi
- Concerto per violoncello e orchestra, op. 91  (1949)
- Concerti per violino, oboe, corno
- Doppio concerto per violino, pianoforte e orchestra
- Notturno e fuga (1940)
- Partita per flauto e archi
- Passacaglia per archi, pianoforte e batteria
- Sinfonia delle isole per archi
- Sei madrigali per orchestra d'archi
- Teorema armonico per orchestra
- Variazioni su un tema giocoso per archi
- "Sei sonatine facili" per pianoforte

O. de Carli, Franco Margola

### Musica da camera
- 8 quartetti per archi
- 3 epigrammi greci per corno, violino e pianoforte
- 12 trii per tromboni "Zodiaco"
- Fantasia per Settimino di Tromboni e Tuba
- musiche duettanti per violino e violoncello
- 4 episodi per flauto e chitarra
- concerto per tromba, archi e percussione (1978)